# VICE
VICE (Kurzform für VersatIle Commodore Emulator) ist ein freier Emulator für verschiedene 8-Bit-Computersysteme von Commodore. VICE basiert auf X64, einem frühen C64-Emulator unter X-Window von etwa 1993.
In der seit 19. Dezember 2008 verfügbaren Version 2.1 unterstützt VICE den C64, den C128, den VC 20, alle PET-Modelle (mit Ausnahme des SuperPET 9000), den PLUS4 sowie den CBM-II (auch bekannt als C610). Teilweise wurden in VICE Daten des Emulators MESS übernommen. Bei der PET-Emulation wurde sogar das Einschaltgeräusch der Geräte nachgebildet.
Der Kompatibilitätsgrad zu den emulierten Systemen ist sehr unterschiedlich. Während der Entwicklungsstand des C64-Emulators als sehr fortgeschritten gilt, werden die Besonderheiten des C128 (speziell der VDC-Grafik-Chip) zum Teil nur rudimentär unterstützt, statt des enthaltenen Plus4-Emulators wird in der Retrocomputing-Community oftmals das Konkurrenzprodukt Yape bevorzugt. Die Emulation des Laufwerks VC1571 unterstützt derzeit nur einseitig formatierte Disketten.
VICE wurde ursprünglich für Unix entwickelt und ist auf MS-DOS, Windows, AmigaOS, MorphOS und andere Plattformen portiert worden.
Mit VICEplus (aktuelle Version 1.1 vom 9. Mai 2008) ist zudem eine hauptsächlich um C64-DTV-Unterstützung erweiterte Version verfügbar, wobei jedoch VICEplus mit Erscheinen der Version 2.1 von VICE wieder in dieses Projekt einfloss.